# Archaía Olympía
Archaía Olympía (Olympia, Ancient Olympia, franska: Olympie) är en ort i Grekland. Den är belägen i prefekturen Nomós Ileías och regionen Västra Grekland, i den södra delen av landet, 190 km väster om huvudstaden Aten. Antalet invånare är 1 208. Närmaste större samhälle är Pýrgos, 16,6 km väster om Archaía Olympía.